# Trabada
Trabada – miasto w Hiszpanii we wschodniej Galicji w prowincji Lugo.